# Nanorana taihangnica
Espèce
Synonymes
- Paa taihangnicus Chen & Jiang, 2002
- Paa taihangnica Chen & Jiang, 2002
- Chaparana taihangnica (Chen & Jiang, 2002)
- Feirana taihangnica (Chen & Jiang, 2002)

Statut de conservation UICN

 LC  : Préoccupation mineure
Nanorana taihangnica est une espèce d'amphibiens de la famille des Dicroglossidae.

## Répartition
Cette espèce est endémique du centre de la Chine. Elle se rencontre au Henan, au Shaanxi et au Gansu dans le  entre 728 et 1 230 m d'altitude dans les monts Taihang.

## Étymologie
Son nom d'espèce lui a été donné en référence au lieu de sa découverte, les monts Taihang.

## Publication originale
- Chen & Jiang, 2002 : A new species of the genus Paa from China. Herpetologica Sinica, vol. 9, p. 231.